# 수 (수형도위)
수(守, ? ~ ?)는 전한 중기의 관료이다. ‘수’는 이름자로, 성씨는 알 수 없다.

## 생애
태시 2년(기원전 95년), 수형도위에 임명되었다.

## 출전
- 반고, 《한서》 권19하 백관공경표(百官公卿表) 下

| 전임 덕 | 전한의 수형도위 기원전 95년 ~ 기원전 94년? | 후임 강충 |